# Jacopo Salimbeni

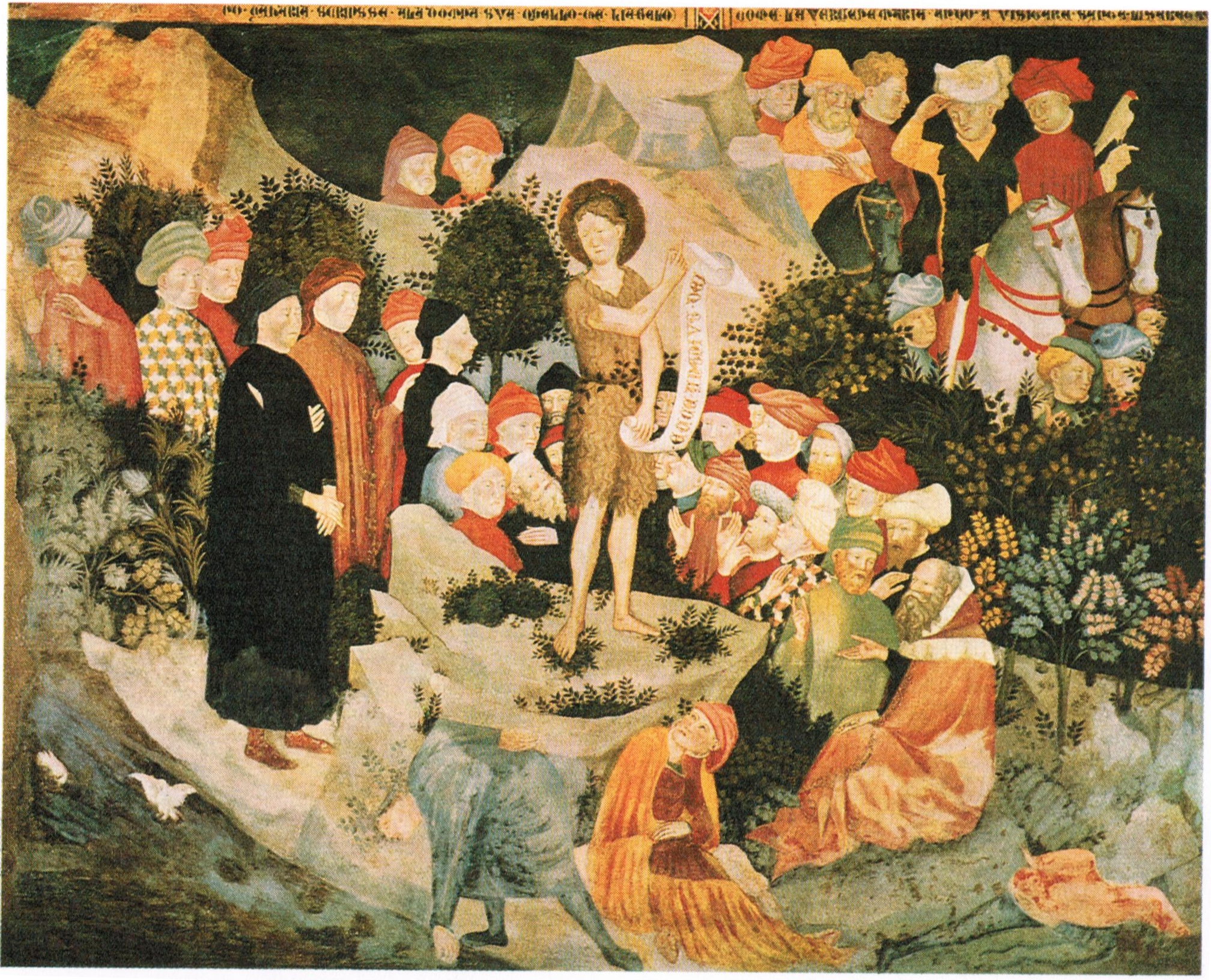
La predica di san Giovanni Battista, Oratorio di san Giovanni Battista, Urbino

Jacopo Salimbeni noto anche come Jacopo di San Severino (San Severino Marche, 1370/1380 – 1426) è stato un pittore italiano, che dipinse in stile gotico, contemporaneo di Gentile da Fabriano.

## Biografia
Jacopo e suo fratello Lorenzo Salimbeni vissero e lavorarono insieme e le loro opere sono inseparabili sebbene Lorenzo sia più famoso e abbia firmato alcune opere da solo.
I fratelli Salimbeni nacquero a San Severino Marche alla fine del XIV secolo e continuarono a vivere e lavorare nella loro città natale viaggiando solo nelle vicine Urbino e, nella parte settentrionale dell'Umbria, Perugia e Norcia.
Le loro carriere artistiche coprono un arco di tempo relativamente breve e la maggior parte del loro lavoro si trova nelle chiese e nelle vicinanze della loro città natale.

## Opere
- Sposalizio mistico di Santa Caterina, trittico firmato da Lorenzo e datato 1400, Pinacoteca Civica, San Severino Marche.
- Scene della vita di San Biagio, Vergine con Bambino, Martirio di Santo Stefano e San Ginesio (1406), cripta della Collegiata di San Ginesio
- Storie di Sant'Andrea (1406-1410?), Conservato a San Severino Marche
- Storie di San Giovanni Evangelista, conservato a San Severino Marche
- Crocifissione con Storie di San Giovanni Battista (1416), Oratorio di San Giovanni Battista a Urbino, considerato il capolavoro dei due fratelli (con Lorenzo morto intorno al 1420[1]).
- Madonna con Bambino e Santa Caterina che riceve l'anello, San Domenico, circondato da angeli, pala d'altare per Santa Lucia di Fabriano (conservata alla National Gallery di Londra